# هاروکا ایگاوا
هاروکا ایگاوا (به ژاپنی: 井川 遥 Igawa Haruka)؛( زادهٔ ۲۹ ژوئن ۱۹۷۶) یک مدل (شخص)، و هنرپیشه اهل ژاپن است.
از فیلم‌ها یا برنامه‌های تلویزیونی که وی در آن نقش داشته است می‌توان به دکتر عزیز اشاره کرد.